# Alexéi Láptev
Alexéi Láptev –en ruso, Алексeй Лаптев– (13 de mayo de 1998) es un deportista ruso que compite en bobsleigh en la modalidad cuádruple. Ganó una medalla de bronce en el Campeonato Europeo de Bobsleigh de 2022.

## Palmarés internacional
| Campeonato Europeo | Campeonato Europeo   | Campeonato Europeo | Campeonato Europeo |
| Año                | Lugar                | Medalla            | Prueba             |
| ------------------ | -------------------- | ------------------ | ------------------ |
| 2022               | Sankt Moritz (Suiza) | Medalla de bronce  | Cuádruple          |